# Ebelingmuseet
Ebelingmuseet invigdes 1997 i Torshälla. Museet visar måleri, keramik och skulpturer av konstnären Allan Ebeling (1897–1975). I museet finns även målningar och grafik av dottern Marianne Ebeling (1930–1979), och skiftande utställningar av samtida konst och konsthantverk.
Ebelingmuseet i Torshälla är designat, ritat och färgsatt av Peter och Harriet Ebeling, dotter till Allan Ebeling. Grunden till museet är en större donation av familjen till Torshälla stad, under förutsättningen att museet hålles öppet och tillgängligt för allmänheten. Museet har haft runt 12 000 besökare per år sedan öppnandet.